# كيفن إل. براينت
كيفن إل. براينت (بالإنجليزية: Kevin L. Bryant)‏ هو سياسي أمريكي، ولد في 19 فبراير 1967 بأندرسون في الولايات المتحدة. حزبياً، نشط في الحزب الجمهوري. وقد انتخب عضو مجلس ولاية كارولاينا الجنوبية.

## وصلات خارجية
- الموقع الرسمي